# Kecamatan Sidoharjo (distrikt i Indonesien, lat -7,40, long 110,96)
Kecamatan Sidoharjo är ett distrikt i Indonesien.   Det ligger i provinsen Jawa Tengah, i den västra delen av landet, 500 km öster om huvudstaden Jakarta.